# Hannibalianus
Flavius Hannibalianus (ook wel: Hanniballianus) (315-337) was een broer van Dalmatius en een neef van Constantijn de Grote. Hij werd geboren in Toulouse en kreeg al vroeg in zijn jeugd de titel nobilissimus (edelste).
Hij moest Constantina, de dochter van zijn oom Constantijn, tot vrouw nemen om de beide families in nog nauwer contact te brengen.
Hannibalianus werd in 335 prefect en kort daarna benoemde Constantijn hem tot koning en later tot koning der koningen (rex regum) van Armenië en Pontus. Hoewel deze titel zeer ongebruikelijk was (het woord rex (koning) was al zo'n 1000 jaar uit den boze in het Romeinse Rijk) stelde hij in de praktijk vrijwel niets voor. Wel werden er munten geslagen met Hannibalianus erop. Constantijn scheen zelfs plannen te hebben zijn neef tot koning van Perzië te maken, maar Constantijn stierf in 337. Kort daarna werd Hannibalianus door soldaten vermoord, in opdracht van drie zonen van Constantijn: Constantijn, Constantius II en Constans.